# 何建章
何建章（1889年—1955年)，字育姜，中国浙江省衢县人，法学家，国立英士大学法律学系主任、一级教授。
1904考中秀才，1906年考入京师法政学堂学习，1912年以“最优等”成绩毕业。
其后，任浙江省高等审判厅刑庭推事，参与创建浙江省法政专门学校并任教员；1921年被省议会推为《民国浙江省宪法》主稿员之一。
1927年春（民国十六年），北伐军抵达杭州，褚辅成、沈钧儒等出面组织国共合作的浙江省政务委员会（后改称省政府），选派何建章出任东阳县县长，次年辞职。其后在杭州、衢州等地从事律师业务。
1946—1949年任国立英士大学法律学系主任、一级教授。讲授刑法总则，国际司法等课程。同时兼任浙江省司法官考试主考官。
1949年英士大学被裁撤合并，何建章因年老体弱，足疾加剧，回故乡居住，1955年病逝。